# Dracula (film, 2012)
Pour les articles homonymes, voir Dracula (homonymie).
Pour plus de détails, voir Fiche technique et Distribution.
Dracula (Dracula di Dario Argento) est un film fantastique italo-hispano-français réalisé par Dario Argento et sorti en 2012.
Le film débute en Transylvanie en 1893. Lorsque le comte Dracula découvre une photo de Mina avec son époux Jonathan Harker, il voit en elle la réincarnation de l'amour de sa vie, décédée 400 ans plus tôt. En engageant Jonathan comme bibliothécaire, le comte parvient à faire venir le couple dans son château. Mais Jonathan découvre rapidement la véritable nature de Dracula et le danger qui pèse autour de son épouse. Après plusieurs morts violentes s’accumulant, l'espoir réside en la personne d'Abraham Van Helsing, qui a déjà eu affaire au comte.
Il s'agit d'une nouvelle adaptation cinématographique du roman Dracula de Bram Stoker.

## Synopsis
C'est la nuit de Walpurgis 1893 au pied des Carpates transylvaniennes. Dans les bois adjacents au village de Passo Borgo, un couple de jeunes amoureux, Tania et Milos, se rencontrent secrètement pour faire l'amour. Pendant leurs ébats, Tania entend des bruits suspects. Quand vient l'heure de séparer, Tania demande à Milos de la raccompagner, mais ce dernier refuse de peur que son épouse les voit ensemble. Milos lui fait remarquer qu'il lui a fait don d'une croix pour la protéger, mais Mila, piquée au vif, arrache la croix de son cou et la lui jette à la figure. Tania s'enfonce alors seule dans les bois et elle se fait bientôt poursuivre par une chouette qui se transforme en un vampire au dernier moment pour l'égorger en buvant son sang et la tuer.
Quelque temps plus tard, Jonathan Harker, un jeune bibliothécaire engagé par le comte Dracula, un noble de la région, arrive au village. Au même moment, le corps de Tania disparaît mystérieusement de la tombe où on l'avait enterrée. Entre-temps, Harker, avant de se rendre au château du comte Dracula, en profite pour rendre visite à Lucy Kisslinger, la meilleure amie de sa femme Mina ainsi que la fille du maire local.
En arrivant au château, Harker est accueilli par Tania, réanimée en vampire, qui tente dès le début de le séduire ; cependant, ils sont interrompus par l'entrée en scène de Dracula qui souhaite la bienvenue à Harker. Dracula montre à Harker la bibliothèque qu'il doit cataloguer. Alors qu'il inspecte les rayonnages, il trouve un volume qui parle d'histoires et de légendes, dont celle du comte Dracula, un mercenaire qui a défendu les chrétiens contre les Turcs après la chute de Constantinople et qui, pour vivre éternellement et rester toujours jeune, avait vendu son âme au diable en devenant un vampire, c'est-à-dire un être qui se nourrit de sang humain pour vivre.
La nuit suivante, Tania brûle la photo de Mina, la femme de Harker. Puis elle tente à nouveau de le séduire en se déshabillant devant lui et en commençant à lui mordre le cou. C'est alors qu'un Dracula furieux fait irruption en hurlant « il est à moi » et en repoussant violemment Tania par télékinésie. Dracula mord le cou de Harker mais lui laisse la vie sauve. Peu après, Dracula rend visite à Renfield dans sa cellule et le libère de ses chaînes ; Renfield reconnaît Dracula comme son maître. Cette nuit-là, Harker aperçoit Dracula escalader de façon anormale le mur extérieur du château. Le lendemain, Harker, affaibli mais toujours conscient, tente de s'échapper, mais dès qu'il se trouve à l'extérieur du château, un grand loup à la mèche blanche rôde. Comme la chouette du début du film, le loup se transforme en Dracula et le brutalise.
Lorsque Mina arrive à la gare, elle ne trouve pas son mari pour l'accueillir, mais Lucy Kisslinger la rassure et l'incite à se rendre au château de Dracula pour retrouver Jonathan. Le lendemain, Mina se rend au château ; lorsqu'elle arrive à un carrefour en plein jour, elle est attaquée par une meute de loups. Mina tombe de son cheval et s'évanouit, un autre énorme loup s'avance et les renvoie : c'est le comte Dracula. Mina se réveille dans le château, où Dracula l'informe qu'il a envoyé son mari en ville pour quelques jours. Dracula tente de séduire Mina, mais elle résiste et retourne au village où elle trouve Lucy morte ; la nuit précédente, Dracula, après l'avoir séduite, l'avait vampirisée.
Lors d'une réunion de quelques villageois, Dracula découvre qu'ils veulent rompre le pacte signé avec lui pour retrouver leur liberté et procède à un massacre où seul Zoran, un de ses serviteurs, survit. Le pacte était que le comte ne ferait pas trop de mal au village et à ses habitants si en échange il pouvait se régénérer de temps en temps en suçant le sang de jeunes filles.
Le prêtre du village, après quelques réticences, annonce à Mina que le seul à pouvoir résoudre cette situation est le Dr Abraham Van Helsing, un vieux chasseur de vampires qui traque Dracula depuis des années. Arrivé au village, Van Helsing commence sa chasse dans la crypte sous le cimetière en tuant Lucy qui est devenue vampire, sous le regard étonné de Mina.
C'est alors que Van Helsing révèle à Mina la véritable nature de Dracula, lui qui l'a rencontré pour la première fois des années auparavant à l'asile de Carfax. Van Helsing conseille à Mina de ne pas quitter la maison et, la nuit même, le chasseur de vampires est attaqué par Tania, qui finit empalée sur un crucifix. C'est alors que Dracula, sous la forme d'une mante religieuse géante, tue le père de Lucy et maire de Passburg, Andreï Kisslinger, et enlève Mina. Van Helsing entre dans une forge, où il fabrique des balles creuses en argent remplies de jus d'ail, une astuce qu'il avait perfectionnée en tant que chasseur de vampires ; Zoran l'intercepte et tente d'arrêter Van Helsing, mais se fait malmener. Aidé par le prêtre du village, Van Helsing pénètre dans le château de Dracula où il trouve également Jonathan Harker, qui est maintenant complètement vampirisé ; le chasseur de vampires n'a d'autre choix que de le tuer. Pendant ce temps, Renfield tue le prêtre mais est à son tour éliminé par Van Helsing.
Pendant ce temps, dans les bois, près de la tombe de sa fiancée Dolingen De Gratz, le comte Dracula avoue à Mina qu'elle est en fait la réincarnation de sa bien-aimée, morte quatre cents ans plus tôt. Il lui explique avoir fait venir Jonathan dans son château dans le seul but d'attirer Mina à lui. Alors qu'il tente de vampiriser Mina pour en faire sa compagne pour l'éternité, Van Helsing arrive pistolet au poignet. Au cours de la bagarre qui s'ensuit, Van Helsing perd son arme et Dracula semble le maîtriser, mais Mina ramasse l'arme au sol et tire, touchant le vampire en plein cœur, l'ail des balles le pulvérisant. Alors qu'elle et le vieux chasseur de vampires s'éloignent, les cendres de Dracula, au lieu de se disperser, s'élèvent du sol, formant un nuage sombre avec le visage d'un loup menaçant.

## Fiche technique
- Titre français : Dracula[1],[2] ou Dracula 3D[3]
- Titre original italien : Dracula di Dario Argento[4] ou Dracula 3D
- Titre espagnol : Drácula
- Réalisation : Dario Argento
- Scénario : Dario Argento, Enrique Cerezo, Stefano Piani (it) et Antonio Tentori, d'après le roman Dracula de Bram Stoker
- Musique : Claudio Simonetti
- Direction artistique : Claudio Cosentino
- Décors : Massimo Antonello Geleng
- Costumes : Monica Celeste
- Photographie : Luciano Tovoli
- Montage : Marshall Harvey et Daniele Campelli
- Production : Enrique Cerezo, Roberto Di Girolamo, Sergio Gobbi, Franco Paolucci et Giovanni Paolucci
- Sociétés de production : Enrique Cerezo Producciones Cinematográficas, Film Export Group et Les Films de l'Astre
- Sociétés de distribution :  Panocéanic Films,  Bolero Film,  Filmax
- Pays de production :  Italie,  Espagne,  France
- Langue originale : anglais
- Format : couleur (Technicolor) - 35 mm - 2.35:1 - 3D
- Genre : fantastique
- Durée : 110 minutes
- Dates de sortie[5] :
  - France : 19 mai 2012 (festival de Cannes 2012) ; 27 novembre 2013
  - Italie : 22 novembre 2012
  - Espagne : 9 octobre 2012(Festival du film de Catalogne) ; 9 novembre 2012
- interdit aux moins de 12 ans

## Distribution
- Thomas Kretschmann : Comte Dracula
- Marta Gastini : Mina Harker
- Rutger Hauer : Abraham Van Helsing
- Unax Ugalde : Jonathan Harker
- Miriam Giovanelli : Tania
- Giuseppe Loconsole (it) : Zoran
- Asia Argento : Lucy Kisslinger
- Augusto Zucchi (it) : Andreï Kisslinger
- Franco Guido Ravera : Prêtre
- Maria Cristina Heller (it) : Jarmila
- Giovanni Franzoni : Renfield
- Zoe Aggeliki (sous le nom de « Morgane Slemp ») : Inga
- Christian Burruano : Miloš
- Francesco Rossini : Lt. Delbruck
- Riccardo Cicogna : Janek
- Eugenio Allegri (it) : L'aubergiste
- Piero Passatore : Le Pape

## Production

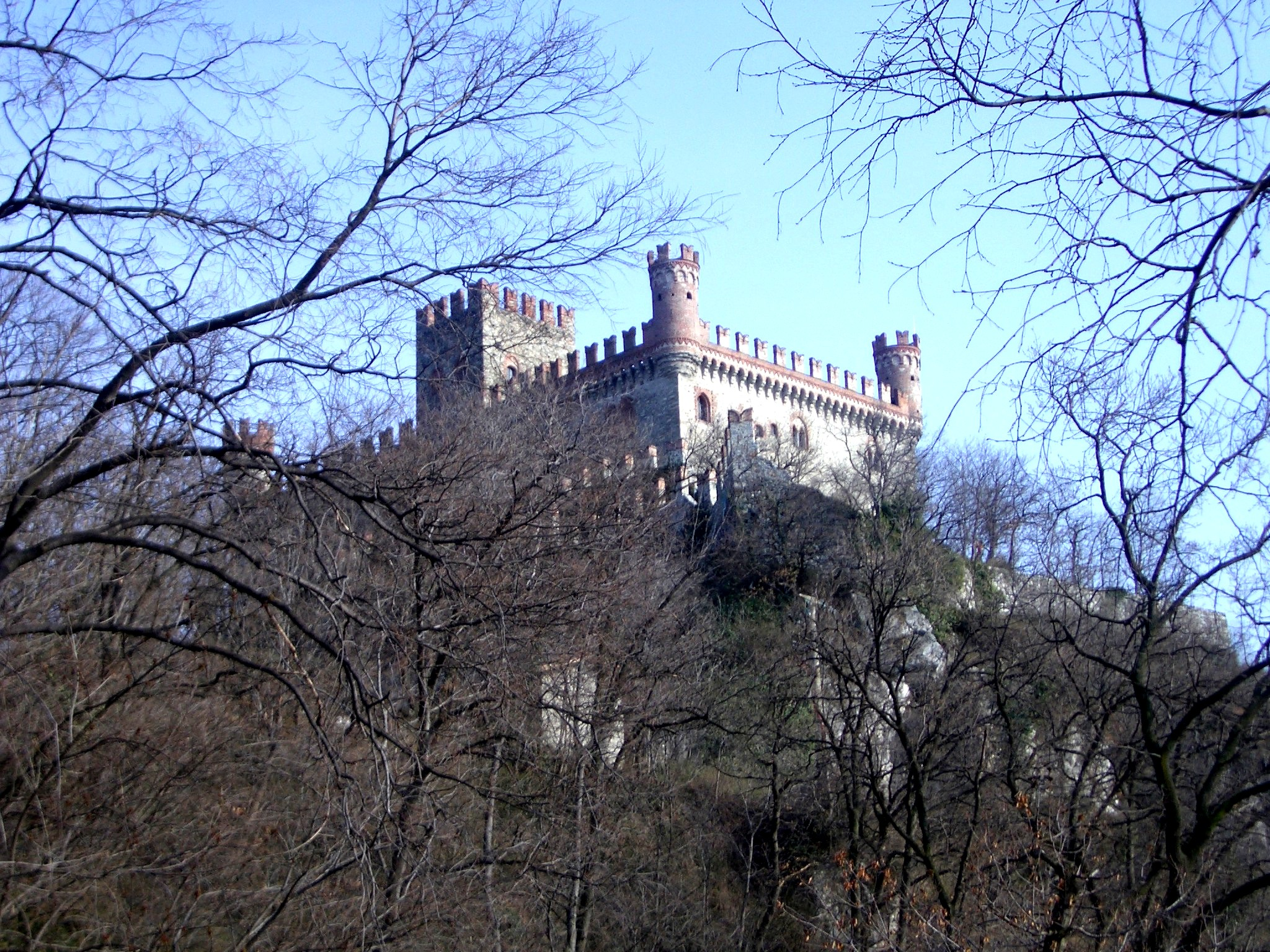
Château de Montalto Dora.

Le scénario est une collaboration entre Dario Argento et Enrique Cerezo. Filmée en 35 mm et en 3D, il s'agit d'une coproduction entre Enrique Cerezo Producciones Cinematográficas S.A. et Film Export Group. Le gouvernement italien a financé l'œuvre et elle a été reconnue d'intérêt culturel national par la Direction générale du cinéma du ministère du patrimoine et des activités culturelles.
Dans une interview, le réalisateur a parlé de sa conception du personnage principal, le comte Dracula. Bien qu'il ait déclaré que sa version « était fidèle au personnage principal de Bram Stoker, elle comporte de nombreuses innovations du fait de la 3D ». Il ajoute que son personnage est plus romantique et violent, qu'il l'a « adapté » à sa façon de faire des films, et que la technologie 3D lui permettrait de montrer une action « plus réaliste et terrifiante ». Argento a également déclaré qu'il avait planifié son œuvre pour qu'elle coïncide avec le 100e anniversaire de la mort de Bram Stoker (1847-1912).
Le tournage a eu lieu en langue anglaise entre juin et août 2011. Bien que quelques scènes ait été tournées à Budapest en Hongrie, le tournage en Transylvanie — où se déroulent la plupart des événements du roman original de 1897 — a été écarté car il s'agissait d'un lieu « difficile ». Le tournage s'est surtout déroulé dans le Piémont italien, à Turin, au château de Montalto Dora près d'Ivrée (ville métropolitaine de Turin) ainsi qu'au ricetto de Candelo sur les préalpes de Biella (province de Biella).

## Exploitation
Le film a été présenté en avant-première mondiale le 21 mai 2012 au festival de Cannes, puis dans quelques autres festivals comme celui de Karlovy Vary.
Le film sort d'abord en Espagne le 9 novembre 2012. Sorti dans environ 200 cinémas italiens le 22 novembre 2012, Dracula 3D n'a rapporté que 18 000 euros le premier jour. Le 28 novembre, le film n'avait rapporté que 274 000 euros. La somme des recettes totales italiennes et espagnoles est proche de 500 000 euros, pour un budget de 7 millions d'euros, dont 300 000 euros d'investissement publics. Le film a donc été un fiasco commercial.

### Accueil critique
La critique est également peu amène : pour Cécile Mury de Télérama, « [...] Dans un décor en toc, c'est bien un Dario Argento en toute petite forme qui dirige — à peine — quelques gugusses raides comme la mort (dont Asia, la fille du maître), coincés entre second degré (quand Dracula, par exemple, se transforme en mante religieuse géante) et série Z », tandis que pour Olivier Père, « Perdu dans une dimension parallèle, ce film fauché et hideux surgit d’une autre époque, la fin des années 60 et le début des années 70 où les films de vampires de série Z fleurissaient en Italie et en Espagne. Dario Argento que l’on a parfois comparé à Antonioni à ses débuts a réalisé avec Dracula 3D une aberration anachronique qui, avec ses starlettes aux poitrines généreusement dénudées, ses longues scènes où il ne se passe rien, ses trucages miteux, ses acteurs égarés ressemble à s’y méprendre à un film de Paul Naschy ». Seul Jean-Baptiste Thoret dans Charlie Hebdo donne au film la note moyenne : « Dracula possède un charme indéniable, une modestie sereine ».

### Distinctions
- Festival de la Samain du cinéma fantastique de Nice 2013 : Compétition de longs métrages